# Segunda-feira sem carne

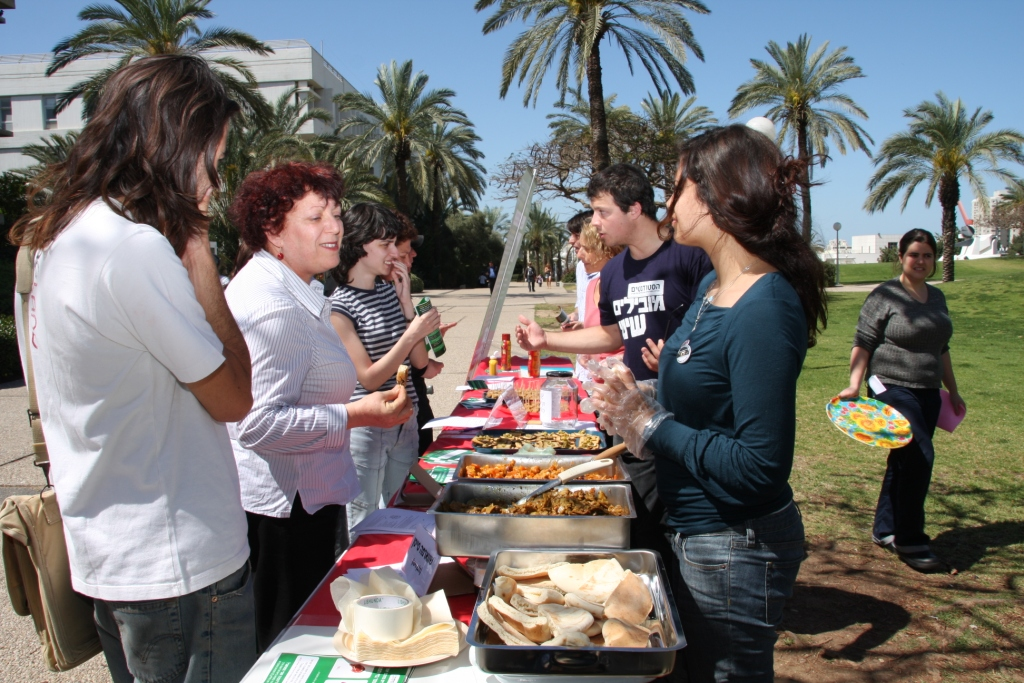
Um evento de segunda-feira sem carne em Israel em 2010

Meatless Monday é uma campanha internacional que incentiva as pessoas a não comerem carne uma vez por semana para melhorar sua saúde e a saúde do planeta. A Brasil entrou na campanha em 2009, com o lançamento em São Paulo da Segunda Sem Carne (SSC). 
A Meatless Monday é uma iniciativa sem fins lucrativos da The Monday Campaigns Inc. em associação com o Centro de Saúde Pública da Escola Johns Hopkins Bloomberg para um Futuro Vivível. A Meatless Monday foi fundada em 2003 pelo profissional de marketing Sid Lerner.
No Brasil, o dia escolhido foi segundas-feira, pois é normalmente o início da semana de trabalho, o dia em que os indivíduos voltam à rotina semanal. Os hábitos que prevaleceram no fim de semana podem ser esquecidos e substituídos por outras opções. Um lembrete semanal para reiniciar hábitos saudáveis também incentiva o sucesso. Um ensaio clínico de 2009 publicado no American Journal of Preventive Medicine forneceu aos indivíduos sugestões e incentivos semanais sobre saúde. Aproximadamente dois terços dos participantes responderam com melhorias em sua saúde geral, hábitos alimentares e níveis de atividade física.

## História
A segunda-feira sem carne se originou nos Estados Unidos, mas os dias sem carne (a segunda-feira em particular) estão ganhando popularidade em todo o mundo. As segundas-feiras sem carne existem no Reino Unido como uma campanha publicitária para Goodlife Foods e como uma campanha ambiental. Em 15 de junho de 2009, Paul McCartney e suas filhas Stella e Mary lançaram uma campanha de segunda-feira sem carne. Em outubro de 2009, a Meatless Monday foi lançada em São Paulo com apoio governamental da Sociedade Vegetariana Brasileira. Em dezembro de 2009, a Meatless Mondays foi lançada na Austrália.
Em maio de 2009, a cidade de Gante, na Bélgica, se tornou a primeira cidade com dias vegetarianos semanais "oficiais". Em 6 de abril de 2010, São Francisco se tornou a primeira cidade nos Estados Unidos a declarar oficialmente as segundas-feiras como "sem carne", chamando-o de Dia do Vegetariano. Vários outros países também têm dias sem carne, incluindo o Canadá.
Em 2017, a Casa Rosada da Argentina instituiu, para um almoço do dia, as segundas-feiras sem carne, servindo apenas opções veganas para seus cerca de 500 funcionários, incluindo o presidente argentino Mauricio Macri.

## Oposição
Uma tentativa do Partido Verde da Inglaterra e do País de Gales em Brighton, Inglaterra, Reino Unido, de iniciar a campanha Segunda-feira sem Carne, parando assim o café do conselho local de vender qualquer alimento à base de carne, foi interrompida após a oposição da equipe do conselho.